# Буда (Александру-Влахуце, Васлуй)
Буда (рум. Buda) — село у повіті Васлуй в Румунії. Входить до складу комуни Александру-Влахуце.
Село розташоване на відстані 254 км на північний схід від Бухареста, 21 км на південний захід від Васлуя, 76 км на південь від Ясс, 120 км на північ від Галаца.

## Населення
За даними перепису населення 2002 року у селі проживали 346 осіб, усі — румуни. Усі жителі села рідною мовою назвали румунську.